# Epifora
Epifora (gr. ἐπιφορά epiphorá), także epistrofa (gr. ἐπιστροφή epistrophḗ), conversio – powtórzenie tego samego słowa lub zwrotu na końcu kolejnych segmentów wypowiedzi.
Na przykład:
Gdy byłem dzieckiem, mówiłem jak dziecko, czułem jak dziecko, myślałem jak dziecko. (1 Kor 13:11)
Najbardziej znanym polskim przykładem utworu literackiego opartego na epiforze jest sonet Sebastiana Grabowieckiego:
Z Twej śmierci, Jezu, dochodzim żywota.
Śmierć podejmując dla nas, władzą śmierci
Bierzesz, a z Twej k nam miłości tej śmierci
Moc dawasz, co nas wpuszcza do żywota.
Śmierć, ty godność przechodzisz żywota,
Bo tobą człek ujść może wiecznej śmierci.
Nie ma nic nad cię, święta wdzięczna śmierci,
Droższego ten skarb zmiennego żywota.
Przeto i mnie zbrzydł żywot; pragnąc śmierci,
Gdyż śmierć tylko wwieść może do żywota,
Tak wielka waga w mych zmysłach tej śmierci.
Tak ja mrąc żyję; konam, tak żywota
Pochodzę i tak pożądam tej śmierci,
Że w niej jest rozkosz mojego żywota.
W ten sam sposób zbudowany jest sonet angielskiego renesansowego poety Philipa Sidneya:
NOW that of absence the most irksome night,
With darkest shade, doth overcome my day:
Since STELLA’s eyes wont to give me my day;
Leaving my hemisphere, leave me in night.
Each day seems long, and longs for long-stayed night;
The night as tedious, woos th’approach of day.
Tired with the dusty toils of busy day;
Languisht with horrors of the silent night:
Suffering the evils both of the day and night;
While no night is more dark than is my day,
Nor no day hath less quiet than my night.
With such bad mixture of my night and day;
That living thus in blackest winter night,
I feel the flames of hottest summer’s day.
Tłumaczenie tego wiersza, pióra Juliusza Żuławskiego, znajduje się w antologii Poeci języka angielskiego, tom I, Warszawa 1969.